# American Airlines Center
Das American Airlines Center ist eine Multifunktionsarena in der US-amerikanischen Stadt Dallas im Bundesstaat Texas. Es ist die sportliche Heimat der Dallas Mavericks aus der National Basketball Association (NBA) sowie der Dallas Stars aus der National Hockey League (NHL). Der Eigentümer ist die Stadt Dallas. Die Arena verfügt bei Basketball-Spielen über 19.200 Plätze, die durch Stehplätze bis auf 21.146 erhöht werden können. Zu Eishockey-Spielen sind es 18.532 Plätze, erweiterbar mit Stehplätzen bis auf 19.323. Als Konzertarena fasst die Halle 21.000 Besucher.

## Geschichte
1998 beschlossen die Dallas Mavericks und die Dallas Stars, dass die in die Jahre gekommene Reunion Arena nicht mehr zeitgerecht sei und eine moderne Multifunktionshalle errichtet werden müsse. Im März 1999 gab die Fluggesellschaft American Airlines bekannt, dass sie Namenssponsor der Halle geworden ist. Sie war von 1999 bis 2021 auch Namensgeber des heutigen Kaseya Center in Miami, Florida.
Am 17. Juli 2001 wurde die Halle eröffnet. Seit ihrer Eröffnung wurde die Halle bereits mehrfach modernisiert und erneuert. Auffälligste Veränderung war die Installierung eines neuen LED-Videowürfels in der Arena. Von manchen Fans wird sie aufgrund ihres Designs und der Tatsache, dass eine Fluggesellschaft die Namensrechte besitzt, The Hangar genannt oder einfach abgekürzt The AAC.

## Galerie

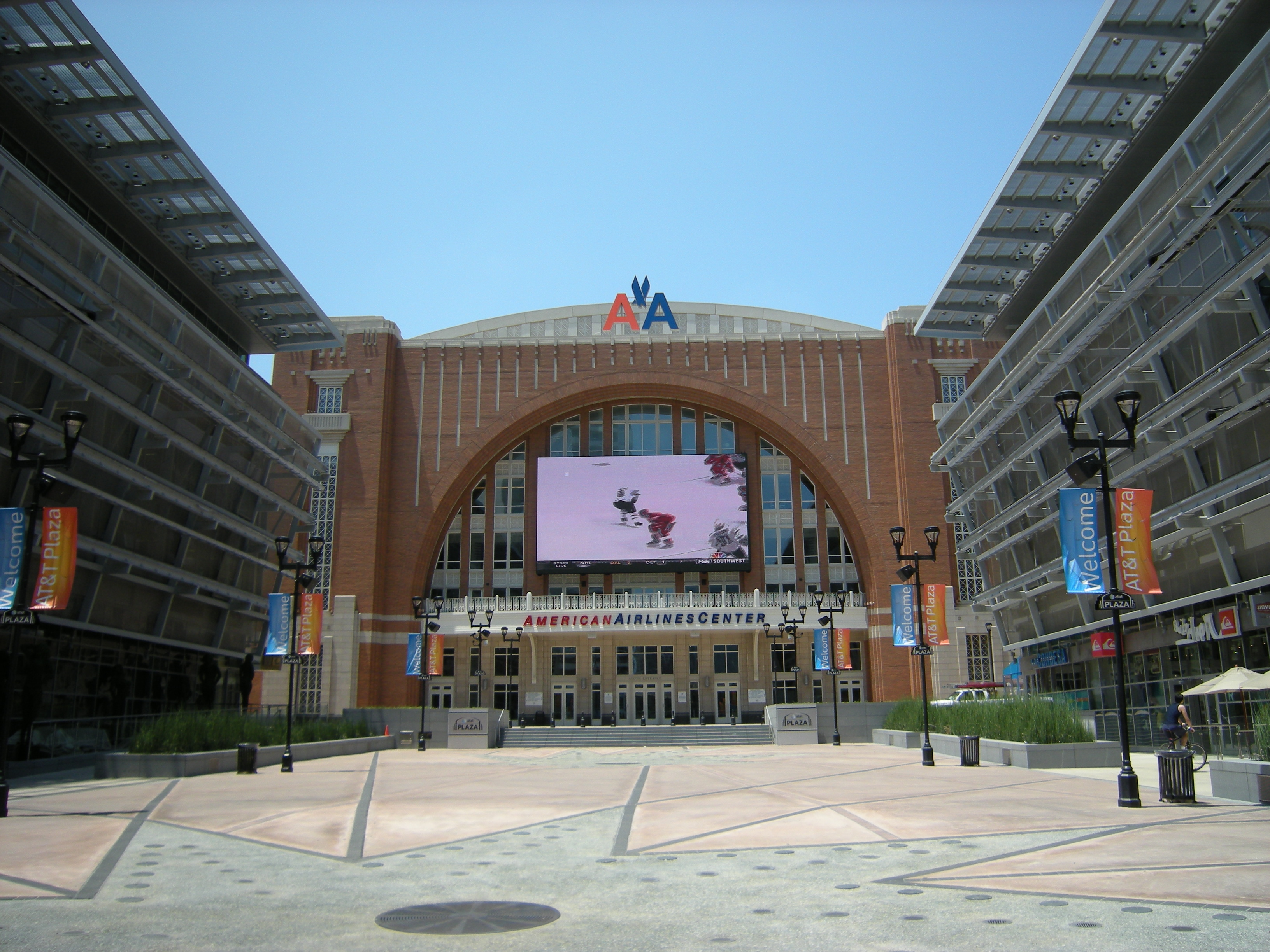
Blick vom AT&T Plaza
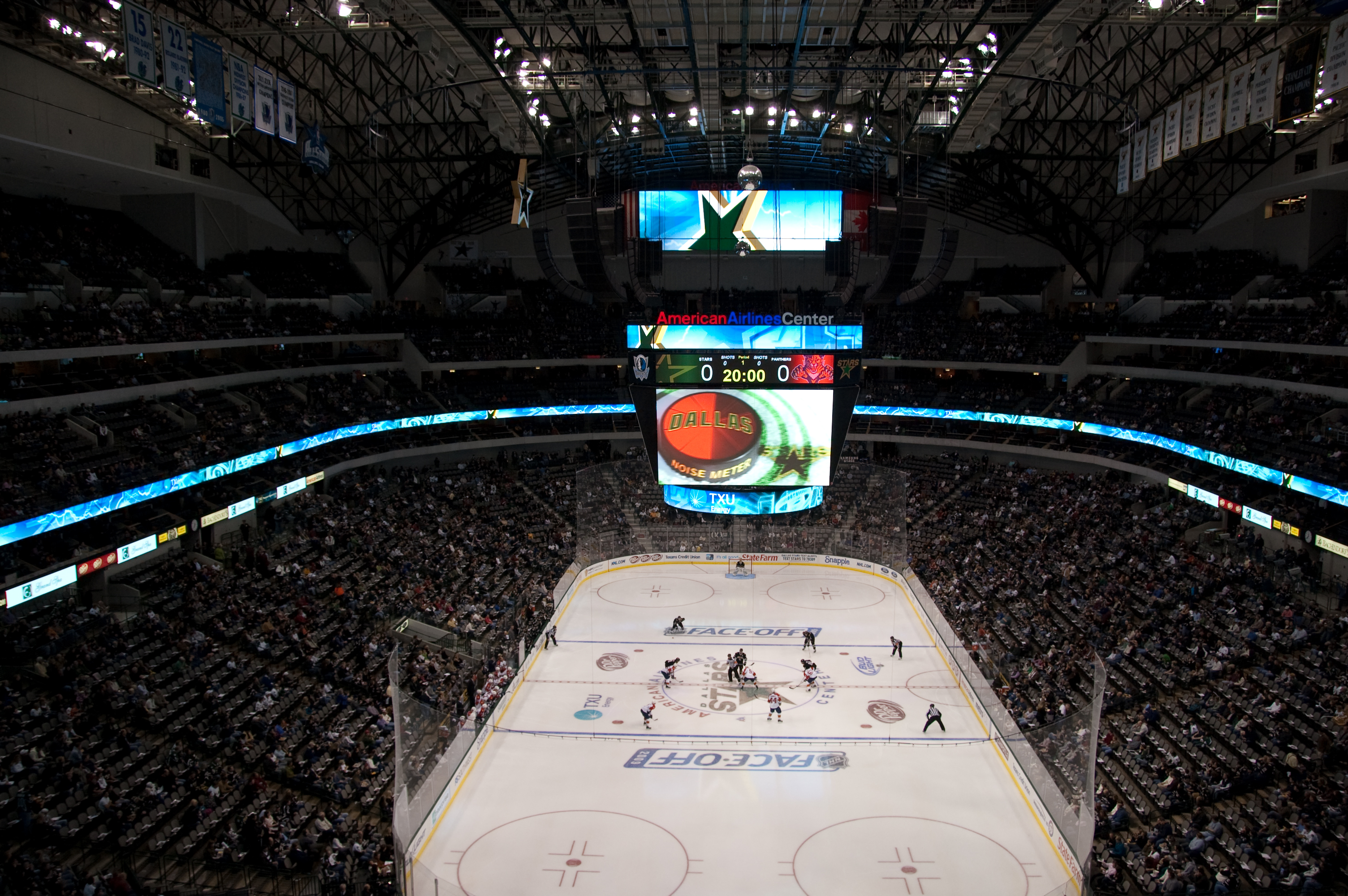
Das American Airlines Center bei einem Spiel der Dallas Stars
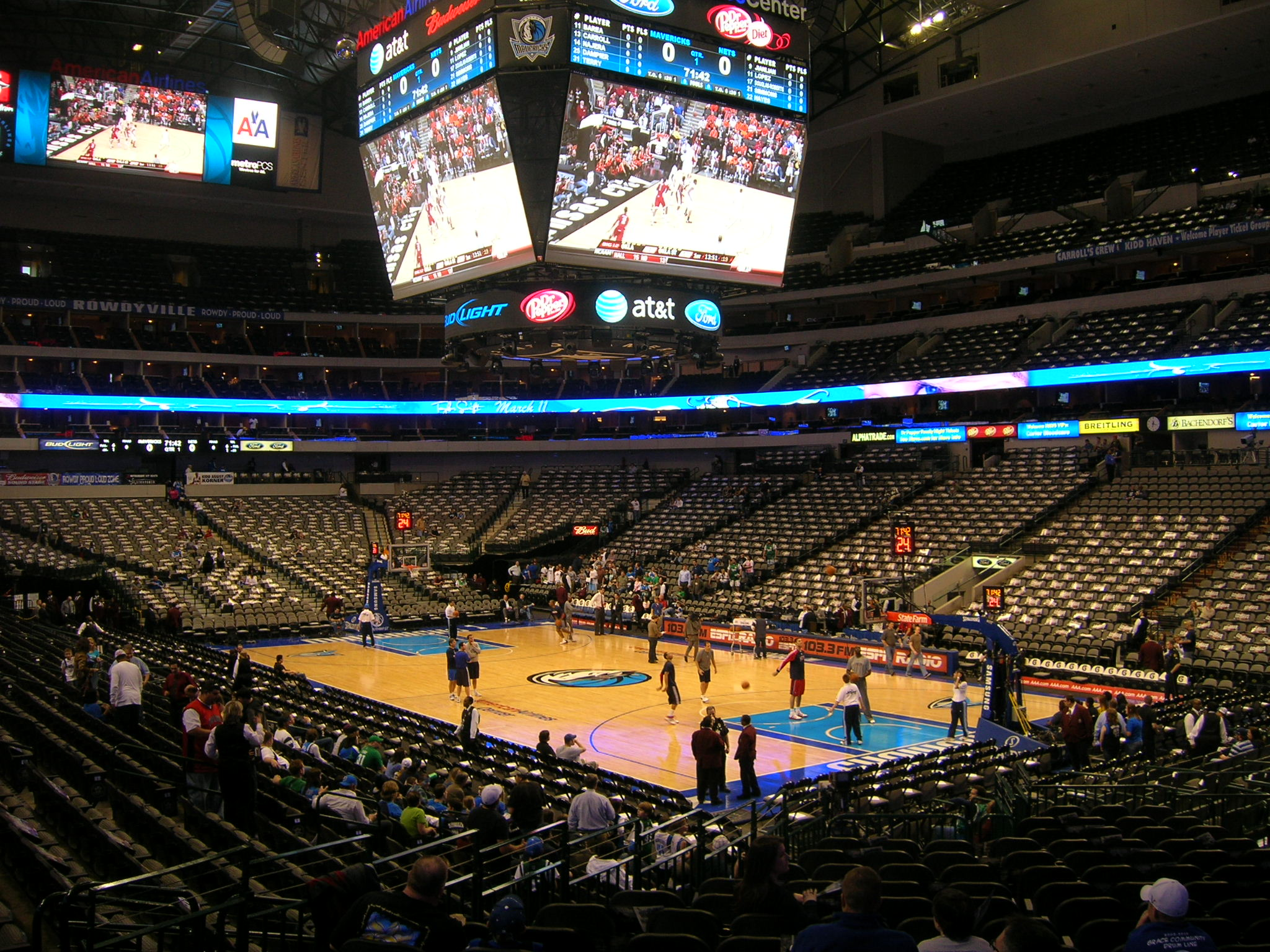
Innenraum bei einem Spiel der Dallas Mavericks
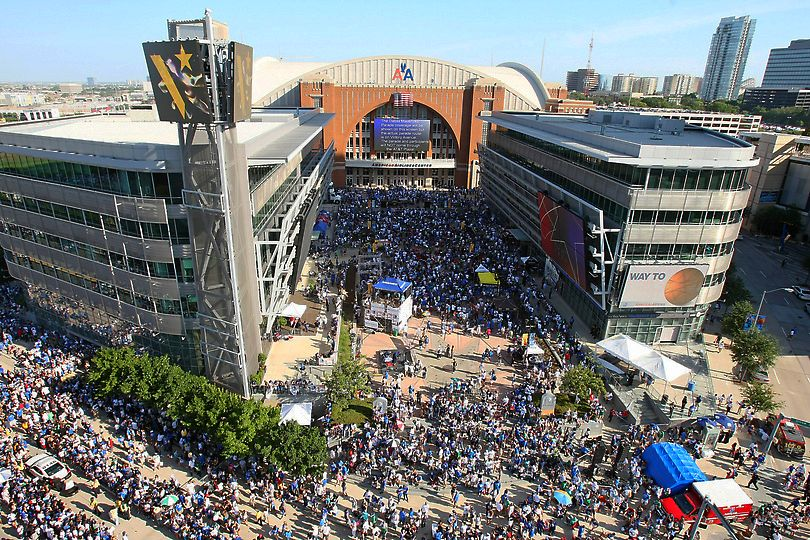
Siegesfeier vor dem AAC anlässlich der gewonnenen NBA-Meisterschaft 2011